# Schizonycha angustula
Schizonycha angustula är en skalbaggsart som beskrevs av Moser 1914. Schizonycha angustula ingår i släktet Schizonycha och familjen Melolonthidae. Inga underarter finns listade i Catalogue of Life.